# Corée du Nord aux Jeux olympiques d'été de 2004
La Corée du Nord participe aux Jeux olympiques d'été de 2004 à Athènes (Grèce).

## Liste des médaillés coréens

### Médailles d'argent
| Sport                  | Discipline                | Sportifs     | Performance | Remarque |
| Médailles d'argent : 4 |                           |              |             |          |
| Boxe                   | Poids plumes (- de 57 kg) | Kim Song-guk |             |          |
| Judo                   | Moins de 57 kg (F)        | Kye Sun-hui  |             |          |
| Tennis de table        | simple femmes             | Kim Hyang-mi |             |          |
| Haltérophilie          | Moins de 58 kg (F)        | Ri Song-hui  | 232,5 kg    |          |

### Médailles de bronze
| Sport                   | Discipline        | Sportifs    | Performance | Remarque |
| Médailles de bronze : 1 |                   |             |             |          |
| Tir                     | pistolet 50 m (H) | Kim Jong-su |             |          |